# Вершенд
Вершенд (мађ. Versend) је село у Мађарској, у јужном делу државе. Село управо припада Бољском срезу Барањске жупаније, са седиштем у Печују.

## Природне одлике
Насеље Вершенд налази у јужном делу Мађарске. Најближи већи град је Мохач.
Историјски гледано, село припада мађарском делу Барање. Подручје око насеља је равничарско, приближне надморске висине око 150 м. Северно се издиже планина Мечек, док се југоисточно спушта до Дунава.

## Становништво
Према подацима из 2013. године Вершенд је имао 911 становника. Последњих година број становника стагнира.
Претежно становништво у насељу чине Мађари римокатоличке вероисповести, a мањине су Немци (7%), Хрвати (12%) и Цигани (28%).

### Попис1910.
| Вершенд                                                                                       | Вершенд                                                                                               |
| --------------------------------------------------------------------------------------------- | --- |
| језик                                                                                         | вера                                                                                                  |
| укупно: 1.475 Немачки 700 (47,45%) Мађарски 267 (18,10%) Српски 6 (0,40%) остали 502 (34,03%) | укупно: 1.475 Римокатол. 1.445 (97,96%) Јевреји 23 (1,55%) Православци 6 (0,40%) Калвинисти 1 (0,06%) |

Напомена: У рубрици осталих језика највећи број особа исказао је шокачки језик.